# Hesperorner
Hesperorner är en utdöd och mycket specialiserad klad av tandade fåglar från sen krita som återfanns i havs- och sjöbiotoper på norra halvklotet och som omfattade släktena  Hesperornis, Parahesperornis, Baptornis, Enaliornis, och förmodligen även Potamornis. De var vattenlevande, skickliga simmare, levde av rov och flertalet, kanske alla, var flygoförmögna. Den största arten, beskrevs 1999 och har namnet Canadaga arctica, kan ha nått en maximal adult längd på över 1,5 meter.
Hesperornerna dog ut i och med K/T-utdöendet, tillsammans med fågelkladen Enantiornithes, alla icke-fågeldinosaurier och många andra livsformer.